# Sikkim
Sikkim es un estado de la India. Según el censo de 2011, tiene una población de 610 577 habitantes.
Su capital y ciudad más poblada es Gangtok. Está ubicado al noreste del país, limitando al norte y al este con la República Popular China, al sudeste con Bután, al sur con Bengala Occidental y al oeste con Nepal. Es el estado menos poblado, el segundo menos extenso —por delante de Goa— y el tercero menos densamente poblado, por delante de Mizoram y Arunachal Pradesh.
Casi el 35% de su territorio está cubierto por el Parque nacional de Khangchendzonga, declarado Patrimonio de la Humanidad por la UNESCO.

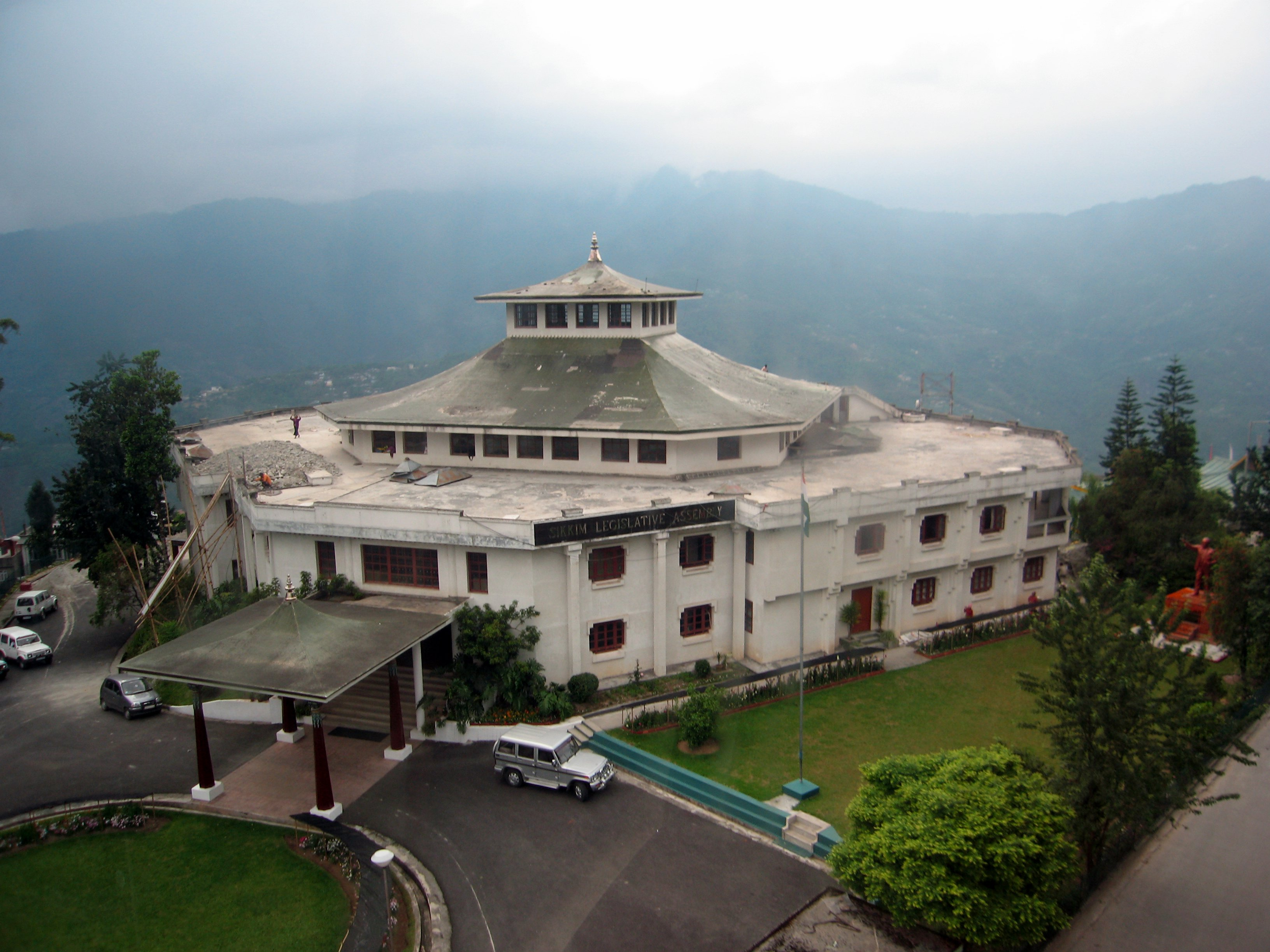
Edificio del Parlamento de Sikkim, en Gangtok

El Sikkim moderno es un estado indio multiétnico y multilingüe. El inglés se enseña en las escuelas y se utiliza en documentos gubernamentales. Las religiones predominantes son el hinduismo y el budismo.
La economía de Sikkim depende en gran medida de la agricultura y el turismo. En 2019 el estado tenía el quinto PIB más pequeño entre los estados indios, aunque también se encuentra entre los de más rápido crecimiento.
Sikkim logró su ambición de convertir su agricultura en totalmente orgánica entre 2003 y 2016, y se convirtió en el primer estado de la India en lograr esta distinción. También se encuentra entre los estados más conscientes de los problemas del medioambiente de la India. Prohibió las botellas de agua de plástico en cualquier función y reunión gubernamental y los productos de poliestireno en todo el estado.
Fue un Estado independiente gobernado por la monarquía Chogyal hasta 1975, cuando se decidió por referéndum convertirse en el vigésimo segundo estado de India. 
A pesar de su pequeño tamaño, Sikkim es geográficamente muy diverso, debido a su ubicación a los pies de los montes Himalaya. El terreno va de tropical en el sur a la tundra en el norte. En Sikkim se encuentra el pico Kanchenjunga, el tercero en altura en el mundo y el primero de India (de aproximadamente 8598 metros sobre el nivel del mar). Sikkim se ha convertido en uno de los estados más visitados de India gracias a sus hermosos paisajes naturales y a su estabilidad política.

## Origen del nombre
Sikkim (o Sikín) significa tierra con picos en nepalí. El término, acuñado por Gorja el invasor, se deriva de la palabra Shijim en sánscrito que quiere decir "con cresta", y es el origen más ampliamente aceptado. Una etimología alternativa sugiere que el nombre se origina en las palabras en limbu Su, que significa "nuevo", y Jim, que significa "palacio", haciendo referencia al palacio construido por el primer gobernante del estado, Panache Namgyal. El nombre en tibetano para Sikkim es Denzong, que significa "valle de arroz". Otra posibilidad es que el nombre derive de Su Him que significa "nieve hermosa", o "vista hermosa", supuestamente las palabras pronunciadas por una princesa de Nepal la primera vez que entró al palacio como la futura esposa del rey local Lepcha. Durante su reinado, el Chogyal adoptó la traducción tibetana de Sikkim, pronunciado como Vbras-ljong (འབྲས་ལྗོངས་).

## Historia

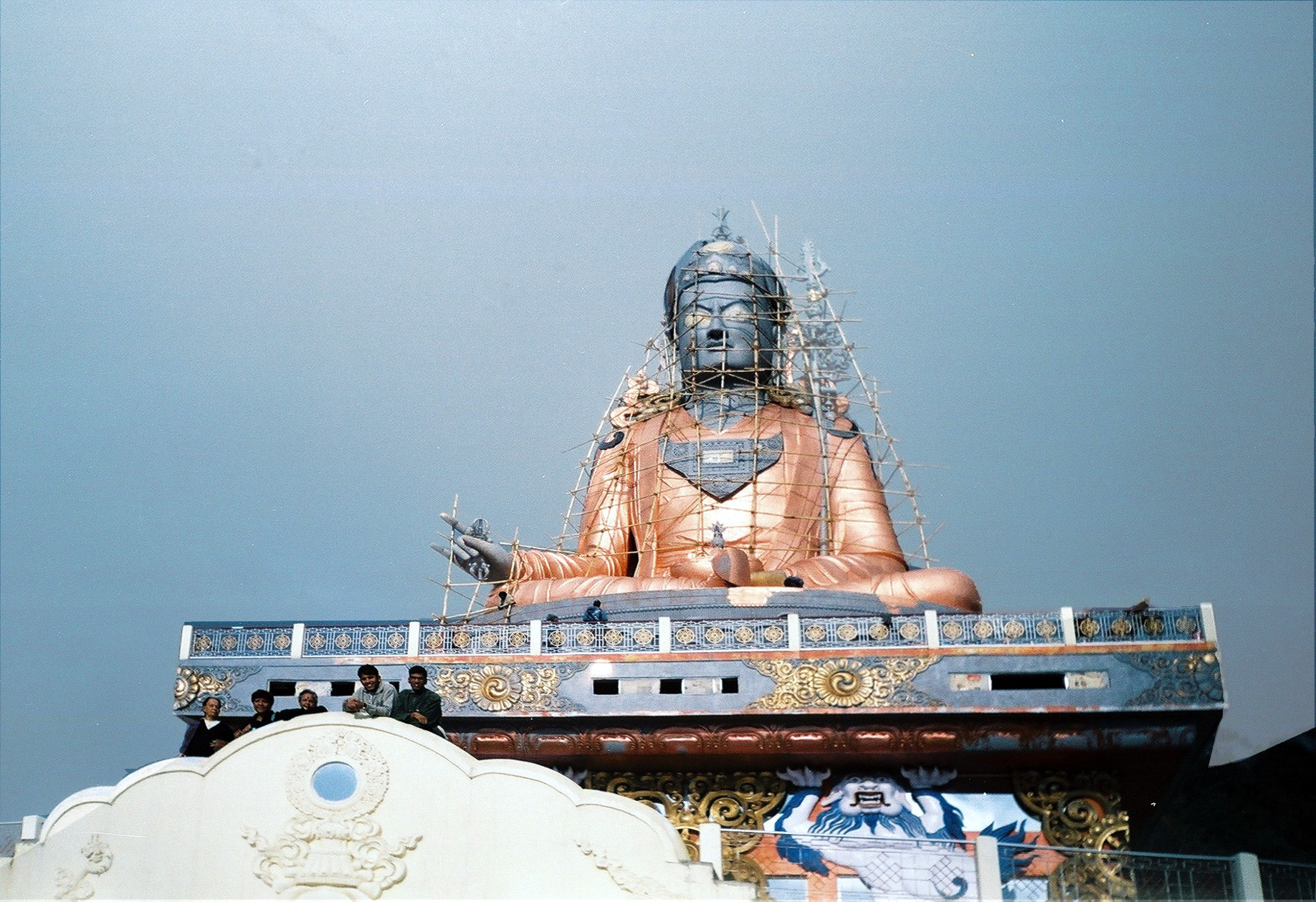
Estatua del Gurú Rinpoche, santo patrono de Sikkim.

El más antiguo evento relacionado con Sikkim del que se guarda registro es el paso del santo budista Gurú Rinpoche por esas tierras en el siglo IX. Durante su paso el gurú bendijo la tierra, introdujo el budismo en Sikkim y predijo la llegada de la monarquía que se instaló allí siglos después. 
En el siglo XIII, según la leyenda, el Gurú Tashi, un príncipe de la Casa Mi-nyak en Kham en el este del Tíbet, tuvo una revelación divina una noche que le ordenó viajar al sur para buscar su fortuna. Sus descendientes se convirtieron más adelante en la familia real de Sikkim. 
En 1642, su descendiente de quinta generación, el Gurú Tashi, Phuntsog Namgyal, fue consagrado como primer Chogyal (rey) de Sikkim por los tres venerados Lamas que vinieron del norte, el oeste y el sur hasta Yuksom, marcando el inicio de la monarquía. 
Phuntsog Namgyal fue sucedido en 1670 por su hijo, Tensung Namgyal, quien mudó la capital de Yuksom hacia Rabdentse. En 1700, Sikkim fue invadido por los butaneses con la ayuda de una medio-hermana del Chogyal, a quien se le había negado el trono. Los butaneses fueron luego expulsados por los tibetanos, quienes restauraron al Chogyal diez años más tarde. 
Entre 1717 y 1733, el reino enfrentó muchos ataques desde Nepal por el oeste y desde Bután por el este, que culminaron con la captura de la capital, Rabdentse, por Nepal.

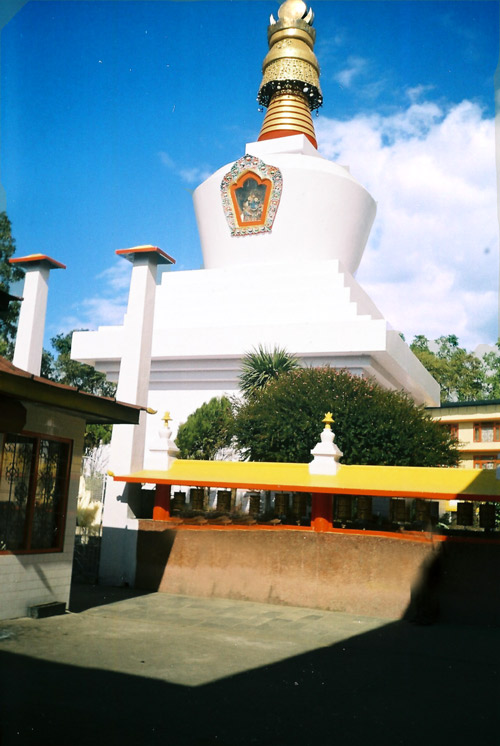
La Estupa Dro-dul Chorten, famosa en Gangtok.

Con el establecimiento de la India Británica, Sikkim se alió con ellos contra el enemigo común que era Nepal. Los nepalíes contraatacaron en Sikkim logrando dominar casi todo el reino y llegando hasta Terrai. Esto condujo al ataque de Nepal por parte de la Compañía Británica de las Indias Orientales, dando lugar la guerra Gorkha de 1814. 
Por los tratados firmados entre Sikkim y Nepal –el Tratado de Sugauli– y entre Sikkim y los británicos –el Tratado de Titalia–, el territorio conquistado a Sikkim por Nepal le fue devuelto en 1817. 
Los nexos entre Sikkim y la administración británica en India fueron creciendo hasta 1849, cuando un incidente de frontera hizo que los británicos invadieran el reino y asumieran el control del gobierno, manteniendo a un rey sujeto a las órdenes del gobernador británico. 
En 1947, el Reino de Sikkim votó por mantenerse independiente de India y el primer ministro de India Jawaharlal Nehru accedió a ejercer un protectorado sobre Sikkim. Luego de un período de disturbios entre 1972 y 1973, se consultó nuevamente a la población de Sikkim, en 1975,  y por 97.5% decidieron incorporarse a la Unión India. Pocos días más tarde, la monarquía fue abolida y Sikkim se convirtió oficialmente en un estado de la Unión India. 
En 2000, el decimoséptimo Karmapa Ogyen Trinley Dorje, quien había sido confirmado por el Dalái lama y aceptado como un tulku por el gobierno chino, escapó de Tíbet, tratando de volver al monasterio de Rumtek en Sikkim. Las autoridades chinas, que en aquel momento no reconocían la autoridad de India sobre Sikkim, optaron por no enviar nota de protesta al gobierno indio. China finalmente reconoció Sikkim como un estado de la India en 2003, con la condición de que la India aceptara la Región Autónoma del Tíbet como una parte de China. Este acuerdo mutuo ha llevado a un deshielo en las relaciones chino-indias. Nueva Delhi había aceptado inicialmente al Tíbet como una parte de China en 1953 durante el gobierno del entonces primer ministro Jawaharlal Nehru. El 6 de julio de 2006, el paso del Himalaya de Nathu La se abrió al comercio transfronterizo, lo que constituye una prueba más de la mejora de las relaciones en la región.

## Geografía

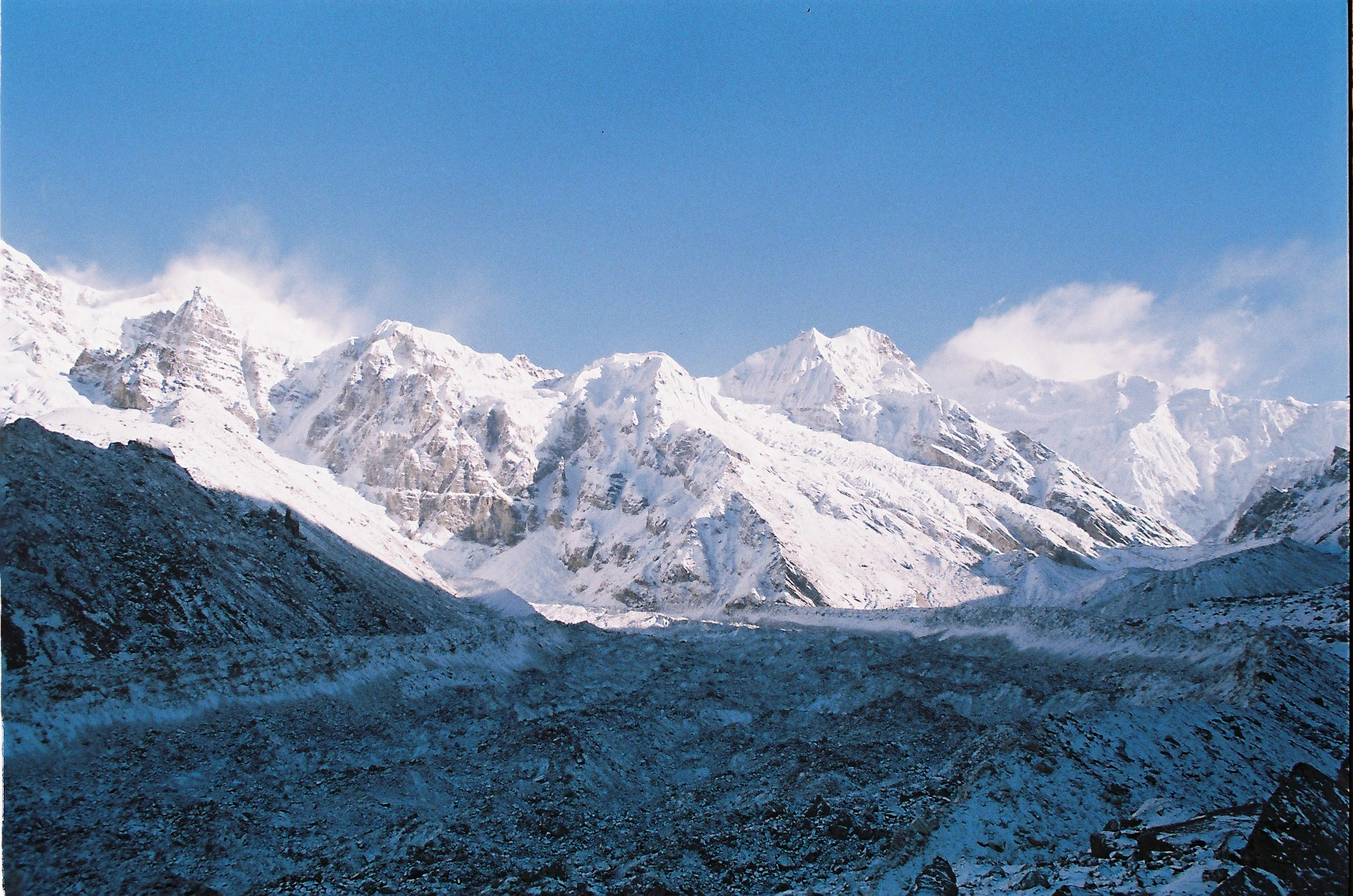
Himalaya, Occidente de Sikkim.

El estado de Sikkim una superficie de 7.096 km², que en términos de extensión es similar a la mitad del área de Montenegro. Se caracteriza por un terreno completamente montañoso, con alturas que van desde los 280 m s. n. m. hasta los 8.585 m s. n. m. La cumbre del Kanchenjunga es el punto más alto. En mayor parte, el terreno es inapropiado para la agricultura provocado mayormente por pendientes rocosas.
Sin embargo, ciertas pendientes de algunas colinas han sido convertidas en tierras de cultivo usando técnicas de aplanado. Numerosos arroyos alimentados por deshielo en Sikkim han formado lagos en el oeste y sur del estado. Estos arroyos se combinan con el río Teesta y con su afluente, el Rangeet. El Teesta, descrito como "la línea de vida de Sikkim", fluye a través del estado de norte a sur. Cerca de un tercio del estado está espesamente forestado.

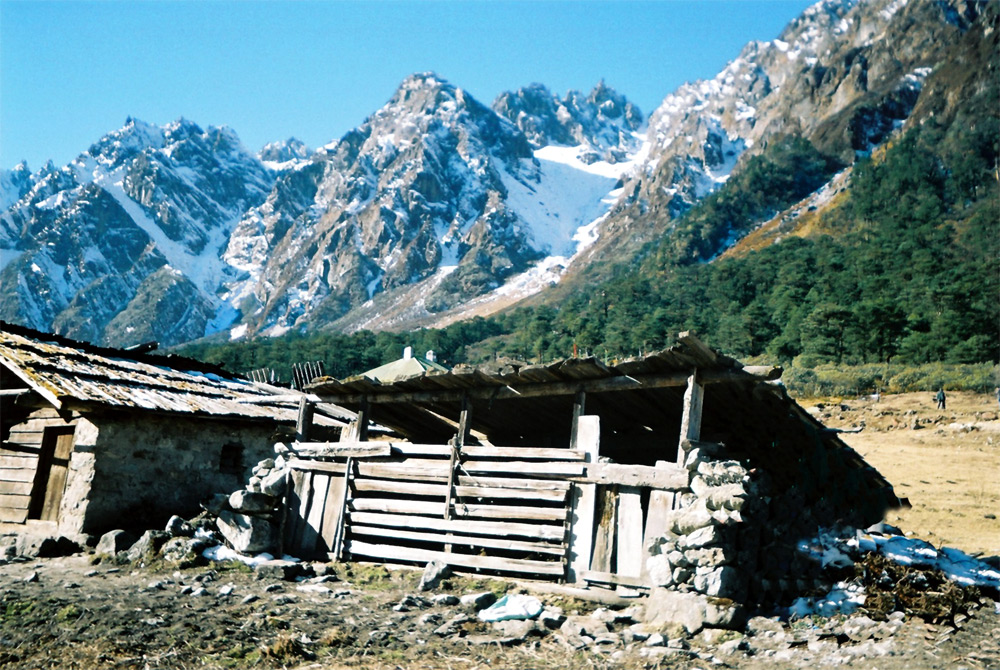
El Himalaya en el norte de Sikkim.

El Himalaya circunda las fronteras del norte, sur y oeste de Sikkim. Las áreas pobladas se sitúan en los límites del sur del estado, en los Bajos Himalayas. El estado tiene 28 cimas montañosas, 21 glaciares, 227 lagos, incluyendo el lago Tsongmo, el lago Gurudongmar a 5148 m s. n. m., catalogado como uno de los lagos más altos del mundo, el lago Khecheopalri, y cerca de 100 ríos y arroyos. Ocho accesos de montaña conectan al estado con el Tíbet, Bután y Nepal.

## Gobierno y política

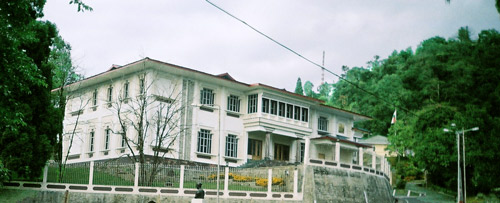
Complejo de la Casa Blanca incluye las residencias del primer ministro y del Gobernador de Sikkim.

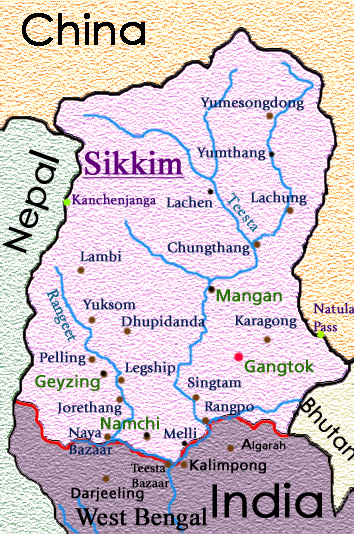
Ciudades y pueblos de Sikkim.

Al igual que el resto de los estados de la India, el jefe de gobierno es el Gobernador nombrado por el Gobierno central. Su nombramiento es más que nada protocolario, dado que su principal función es la de supervisar la actividad del primer ministro en nombre del gobierno central. 
El primer ministro, quien ostenta el poder ejecutivo, es el jefe del grupo mayoritario en la legislatura unicameral de Sikkim. 
El gobernador nombra a los ministros luego de consultar con el primer ministro. 
Al igual que los otros estados, Sikkim elige a un miembro para cada una de las dos cámaras de la Asamblea Legislativa de la India, la Lok Sabha y la Rajya Sabha. Sikkim tiene también una Corte Superior.

## Clima
El clima varía desde el subtropical al sur hasta la tundra en las zonas más septentrionales. La mayoría de zonas habitadas gozan de un clima templado con temperaturas que sobrepasan los 28 °C en verano y los 0 °C en invierno. En el estado se desarrollan 5 estaciones primavera, verano, otoño, invierno y la estación del monzón. 
La media anual del estado está en 18 °C. Sikkim es uno de los pocos Estados de la India que recibe abundantes precipitaciones en forma de nieve. El límite de nieve está en los seis mil metros de altitud. Durante los meses del monzón, caen abundantes precipitaciones aumentando el número de deslizamientos de tierra. 
El récord estatal de lluvias sin pausa está en 11 días. Durante el invierno y el monzón muchas zonas del estado se ven afectadas por la niebla, lo que constituye un enorme peligro para los transportes.

## Subdivisiones
Sikkim se compone de cuatro distritos, regidos por un gobierno central encargado de la administración de las áreas civiles de los distritos. El ejército indio controla una gran porción del territorio, ya que el estado se encuentra en una zona fronteriza conflictiva. 
Algunas zonas están restringidas y se requiere de un permiso especial para visitarlas. En Sikkim hay 8 ciudades y nueve subdivisiones.
Los cuatro distritos son Sikkim Este, Sikkim Oeste, Sikkim Norte y Sikkim Sur. Las capitales de los distritos son Gangtok, Geyzing, Mangan y Namchi respectivamente. 
Estos distritos están subdivididos. "Pakyong" es la subdivisión del este, "Soreng" la del oeste, "Chungthang" la del norte y, por último, "Ravongla" es la subdivisión del distrito meridional.

## Transportes
Actualmente Sikkim cuenta con el Aeropuerto de Pakyong, a 30 km de Gangtok. Asimismo, una línea regular de helicóptero conecta Gangtok y Bagdogra; el vuelo dura 30 minutos, y sólo opera una vez al día pudiendo transportar a 4 personas. El helipuerto de Gangtok es el único helipuerto civil del estado. 
La estación de ferrocarril más cercana se encuentra en Nueva Jalpaiguri, a 16 kilómetros de Siliguri. 
La Autovía Nacional 31A conecta Siliguri con Gangtok. La mayor parte de su recorrido es a orillas del Río Teesta, entrando en Sikkim por Rangpo. 

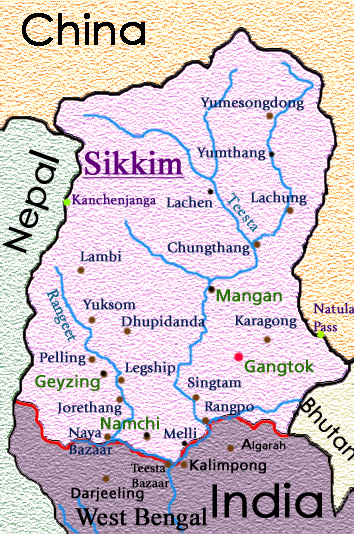
Ciudades y pueblos de Sikkim
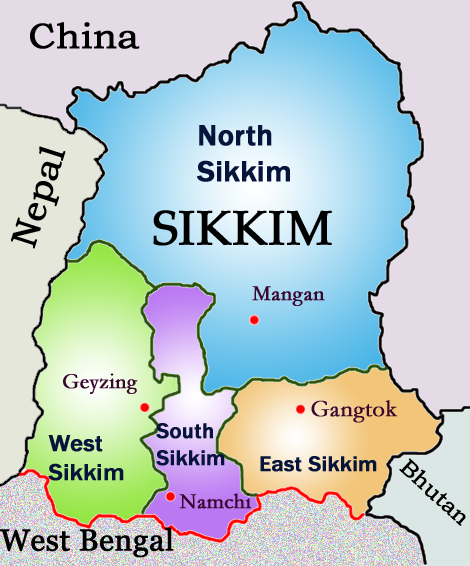
Los cuatro distritos de Sikkim y sus capitales